# Partito Nazionalista del Bangladesh
Il Partito Nazionalista del Bangladesh (Bangladesh Jatiotabadi Dôl, BJD) è un partito politico del Bangladesh.
Il BJD è un partito di destra, che combina elementi di conservatorismo, corporativismo, nazionalismo. È espressione della classe media, ha il sostegno di molti esponenti dell'esercito ed è vicino alla sensibilità religiosa islamica. 
Il BJP è stato fondato nel 1978, dall'allora presidente del Bangladesh Ziaur Rahman. Il partito ha governato il paese in quattro diversi periodi. La portavoce del partito è Begum Khaleda Zia, vedova dello stesso Ziaur Rahman. Alle politiche del 2001 il BJD raccolse il 40,9% dei voti eleggendo 193 deputati. Il BJD formò il nuovo governo con il sostegno del Blocco Islamico Bengalese ed alcune formazioni politiche minori.
Ziaur Rahman si impegnò per ridefinire la politica estera fino a quel momento perseguita dalla Lega Popolare Bengalese: allentò il legame con l'India, rafforzando i rapporti con i paesi a maggioranza musulmana, ma anche con i paesi europei, gli USA e la Cina. Ziaur Rahman permise la libera stampa. I successivi governi a guida nazionalista (1991-1996 e 2001-2006) si impegnarono per rafforzare la rete infrastrutturale e stabilizzare la politica economica. 
Il mandato della presidente del consiglio Khaleda Zia del BJD terminò il 27 ottobre 2006. La Costituzione prevedeva la creazione di un Governo di transizione che garantisse il passaggio verso la nuova legislatura e organizzasse elezioni libere. La decisione di attribuire la guida di questo esecutivo al presidente della Repubblica, Iajuddin Ahmed, eletto con l'appoggio del BJD, provocò le proteste della Lega Popolare Bengalese e dei suoi alleati, che diedero vita ad una serie di manifestazioni di piazza. L'11 gennaio 2007, per il prolungarsi della crisi politica venne proclamato lo Stato d'emergenza e le elezioni, previste per il 22 gennaio successivo, vennero rinviate. Venne costituito un governo di transizione presieduto da Fakhruddin Ahmed e sostenuto dalle Forze armate, che ha amministrò il Paese fino al dicembre 2008.
Alle elezioni politiche del dicembre 2008, il BJD ottenne appena 30 seggi su 300, contro i 230 ottenuti dalla Lega Popolare Bengalese, guidata da Sheikh Hasina.